# Салабояха
Салабояха (устар. Салаба-Яха) — река в России, протекает по Надымскому району в Ямало-Ненецком АО. Устье реки находится в 32 км по левому берегу реки Киртыгортъюган. Длина реки составляет 39 км. Берёт начало из крупного безымянного озера на высоте 92,3 метра нум.

## Данные водного реестра
По данным государственного водного реестра России относится к Нижнеобскому бассейновому округу, водохозяйственный участок реки — Надым, речной подбассейн реки — подбассейн отсутствует. Речной бассейн реки — Надым.
По данным геоинформационной системы водохозяйственного районирования территории РФ, подготовленной Федеральным агентством водных ресурсов:
- Код водного объекта в государственном водном реестре — 15030000112115300050552
- Код по гидрологической изученности (ГИ) — 115305055
- Код бассейна — 15.03.00.001
- Номер тома по ГИ — 15
- Выпуск по ГИ — 3